# Eccema dishidrótico
El eccema dishidrótico,  también llamado eczema dishidrótico, dishidrosis o pomfólix, es un eccema vesicular, recidivante y crónico que afecta sobre todo a las manos y pies, es relativamente frecuente y de causa desconocida.

## Causas
La causa del proceso es completamente desconocida, durante un tiempo se pensó que estaba provocada por un trastorno de la sudoración, de ahí el nombre de dishidrosis, sin embargo tal hipótesis no es considerada válida actualmente. Se cree que puede estar relacionado con alguna función inmunológica alterada en la piel, al igual que la dermatitis atópica, otros autores han relacionado el mal con algún tipo de reacción alérgica al níquel u otras sustancias.

## Síntomas
Inicialmente se forman pequeñas vesículas sobre todo en los laterales de los dedos y palma de las manos que cursan con prurito y sensación de quemazón. Tras la remisión, la piel afectada sufre descamación hasta su muda completa por nueva piel. El eccema dishidrótico suele tener un curso crónico, desapareciendo por períodos de tiempo prolongados y reapareciendo cíclicamente, muchas veces en situaciones de tensión nerviosa o estrés.
Generalmente, esta forma de eccema es de intensidad leve o moderada y provoca discreta descamación, sin embargo en ocasiones la afectación es más severa con grandes vesículas y ampollas que se fragmentan dando lugar a erosiones y fisuras. En las formas más crónicas, predomina la descamación y la formación de fisuras en la piel. En algunos pacientes predomina la fase vesicular y en otros la fase descamativa con formación de fisuras. No es rara la sobreinfección por bacterias, lo cual hace que el eccema empeore y se formen vesículas eritematosas y pústulas.

## Incidencia
Se estima que este diagnóstico corresponde a entre el  5-20% de pacientes que presentan eccema en manos, es más común en los climas cálidos y en primavera y verano. En un estudio realizado en los países nórdicos, se estimó que se presentaba un caso por cada 5000 personas, sin embargo algunos autores consideran que los casos son mucho más frecuentes, sobre todo en regiones de clima más cálido.

## Factores agravantes
Existen factores agravantes como el contacto con el agua, detergentes y disolventes, por lo que es recomendable proteger las manos.

## Histología
El estudio al microscopio de las lesiones muestra espongiosis en la zona inferior de la capa de Malpigio, con formación de vesículas por confluencia. Además en la dermis se puede ver un infiltrado de linfocitos. En las formas hiperqueratósicas existe una hiperplasia de la epidermis que puede recordar a la que se presenta en la psoriasis, aunque sus características son diferentes.

## Tratamiento
Los tratamientos empleados con más frecuencia por los profesionales de la medicina son:
- Solución de Permanganato de potasio aplicada en la piel.
- Hidratación adecuada de la piel con emulsiones.
- Cremas tópicas de esteroides.
- Bálsamo de óxido de zinc.
- Antihistamínicos para aliviar el picor.
- Pomada de tretinoina.
- Tacrolimus y pimecrolimus.